# 김민구 (1985년)
김민구(한국 한자: 金旻九, 1985년 6월 6일 ~ )는 대한민국의 전 축구 선수이며, 포지션은 미드필더였다.